# Geschiedenis van Niger

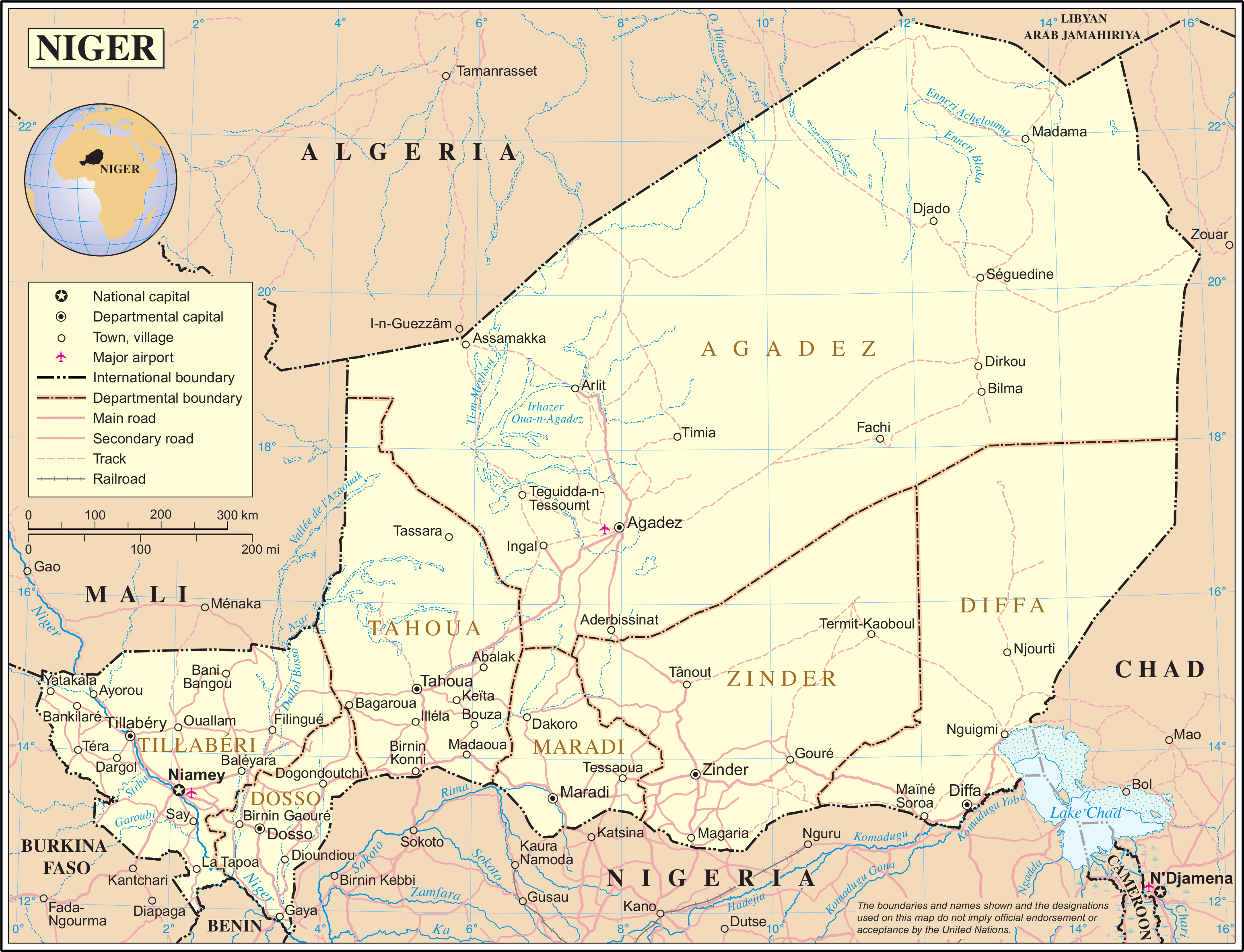
Het moderne Niger

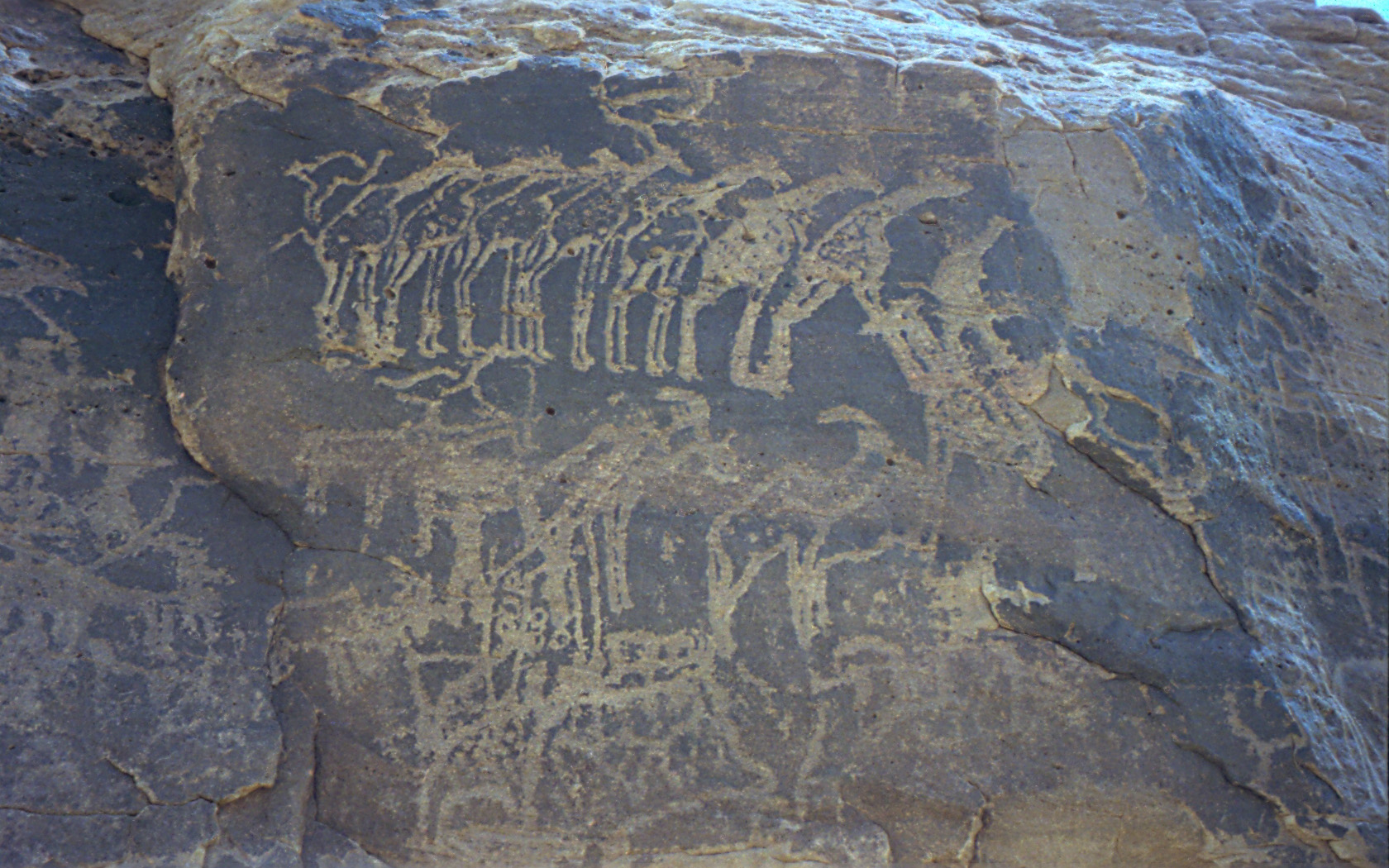
Grottekeningen van giraffen, steenbokken en andere dieren gevonden in een grot bij Tiguidit, in het zuiden van Niger

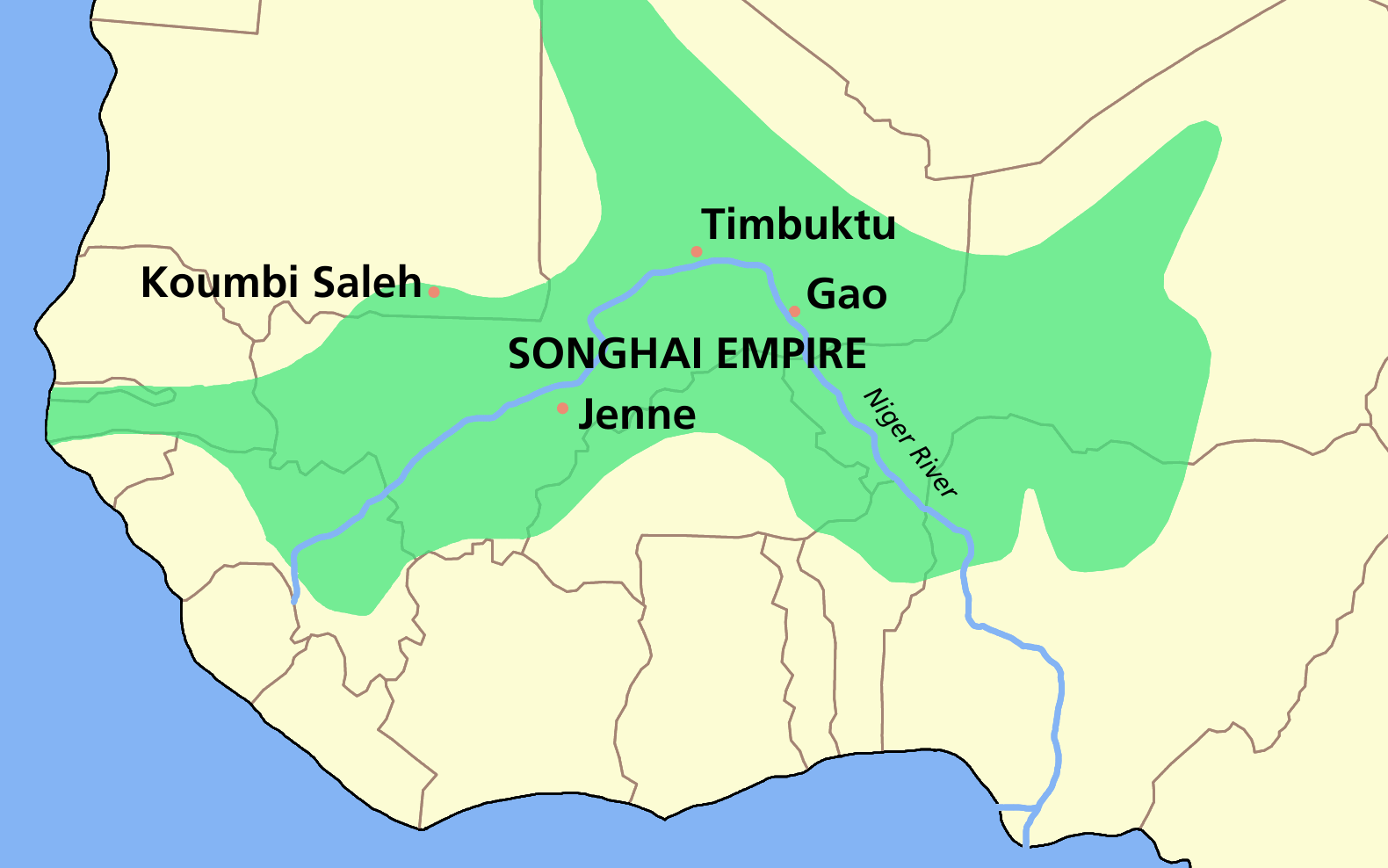
Het keizerrijk Songhai op zijn hoogtepunt rond 1500

Deze pagina geeft een overzicht van de geschiedenis van Niger, van de prehistorische tot de moderne tijd.

## Vroegste tijd
Er hebben waarschijnlijk vanaf het begin van de mensheid mensen gewoond in het gebied van het hedendaagse Niger. In het naburige Tsjaad zijn er resten gevonden van Australopithecus bahrelghazali, een mensachtige die 2 tot 3.5 miljoen jaar geleden in het gebied zou hebben gewoond. Er is echter verder weinig bekend over de volken die Niger in de prehistorie bewoonden. In de bergen en woestijnen in het noorden zijn wel grottekeningen gevonden en resten van oude nederzettingen. Dit gebied is waarschijnlijk vanaf 60.000 voor Christus bewoond geweest. Wat nu de Saharawoestijn is, bestond toen uit grote, vruchtbare graslanden, waar herders vanaf ongeveer 7.000 voor Christus met hun schapen en geiten rondtrokken.
Andere archeologische opgravingen duiden erop dat het noordoosten van het huidige Niger in de periode 7700-6200 voor Christus bewoond zou zijn geweest door vissers die aan de rand van grote meren woonden. Deze zouden echter zijn weggetrokken ten tijde van een grote droogte die mogelijk een millennium lang heeft geduurd, van 6200 tot 5200 voor Christus. Nadat deze droogte voorbij was, keerden de vissers ook weer terug en bleven daar 5200 tot 2500 voor Christus wonen. Vanaf het jaar 2000 voor Christus was er opnieuw sprake van een ernstige droogte en breidde de Sahara zich weer snel uit, waarbij ook het noorden van Niger veranderde in een woestijn. De meeste mensen wonen daarom vandaag de dag bij het Tsjaadmeer, bij de Kaouar-oases, langs de zuidelijke grens met Nigeria en in het zuidwesten van het land.
Carthago en Egypte waren zeker vanaf 500 voor Christus belangrijke uitvoerroutes naar Europa voor West-Afrikaanse goederen, zoals goud, ivoor en slaven. Niger lag op de handelsroute tussen de koninkrijken rond het Middellandse Zeegebied en de koninkrijken rond de Sahel. Hoewel er bij klassieke schrijvers referenties zijn die duiden op directe handel tussen het Middellands Zeegebied en West-Afrika, verliep de meeste handel toch via tussenhandelaren die het gebied kenden en wisten hoe zij veilig moesten reizen in de zeer droge omgeving.
Recente archeologische vondsten bij Bura in het zuidwesten van Niger en in het nabijgelegen Burkina Faso hebben voor een deel de Buracultuur in kaart gebracht. De Bura bewoonden vanaf de 3e tot de 13e eeuw in nederzettingen die langs de rivier de Niger stonden.
Vanaf de 3e eeuw deed ook de kameel zijn intrede in Niger. Deze werd geïntroduceerd door Berbers die reisden door het hele gebied van en rondom de Sahara. Door de kameel was het mogelijk structureler contact te onderhouden met omliggende volken. Het duurde echter pas tot de 7e-8e eeuw eer er vaste handelsroutes waren ontstaan. Dit ging gepaard met de komst van de islam naar West-Afrika. Er waren twee belangrijke routes: de eerste liep vanaf het moderne Marokko naar Nigerdelta; de tweede via het hedendaagse Tunesië naar de omgeving van Tsjaadmeer.
Deze routes waren relatief kort en daardoor begaanbaar. Een weg naar Libië was moeilijk te vinden vanwege de vele zandstormen en het gebrek aan oases in het betreffende gebied. Er werd ook gepoogd een handelsroute naar Egypte te vinden, maar pogingen daartoe werden in de 10e eeuw gestaakt.
In de loop van de tijd maakte (delen van) Niger deel uit van grote koninkrijken, zoals het koninkrijk Mali en het Songhairijk. Ook waren er verschillende Hausakoninkrijken. In de 15e eeuw hadden de Toeareg, een nomadenvolk, veel macht. Zij vestigden zich vanaf de 10e eeuw in het gebied van het Aïrgebergte. Tegen de 15e eeuw hadden ze een rijk opgebouwd rond de stad Agadez. Zij vielen met grote legers andere volken, zoals de Songhai, aan en veroverden verschillende steden. Op hun beurt bevochten weer andere volken de Toeareg en veroverden grote delen van het rijk van de Toeareg, tot ook zij weer verdreven werden. Hierna vestigden zich ook Hausa en de Fulanikoninkrijken in het gebied.

## Frans kolonialisme

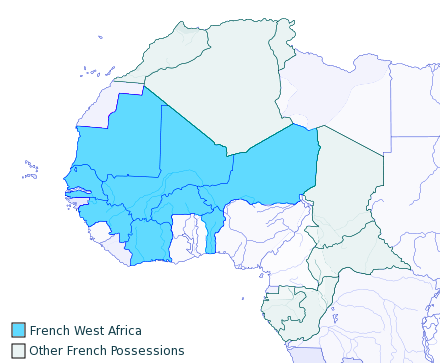
Frans koloniaal Afrika rond 1918

Vanaf de 19e eeuw begon ook Europa interesse te krijgen in het gebied en verschillende Europese ontdekkers zoals de Brit Mungo Park en de Duitser Heinrich Barth reisden door het gebied om de monding van de Niger te ontdekken. Frankrijk probeerde het gebied vanaf het einde van de 19e eeuw in handen te krijgen. In 1895 vormde Frankrijk uit al het veroverde gebied Frans-West-Afrika, waar Niger deel van uitmaakte. Het duurde echter nog tot 1922 voordat de Fransen de controle hadden over het gehele gebied, toen de laatste Toearegopstandelingen werden verslagen. Het gebied werd in de periode daarna bestuurd door een gouverneur-generaal vanuit Dakar. De verschillende territoriums hadden ook een eigen gouverneur. De Franse grondwet van 1946 verleende maar beperkte macht aan lokale wetgevende vergaderingen.

## Onafhankelijkheid (1958-1974)
Met de aanname van een nieuwe wet in juli 1956 gaf het Franse parlement meer mogelijkheden voor overzeese gebieden om een eigen regering te vormen, die zelf vorm kon geven aan interne zaken zoals onderwijs, gezondheidszorg en infrastructuur. Na de vestiging van de Vijfde Franse Republiek in oktober 1958 kregen de Franse gebieden in West-Afrika een referendum om al dan niet onderdeel te worden van de Communauté. Dit zou een gelimiteerde vorm van zelfbestuur toestaan en werd gezien als een stap in de richting van onafhankelijkheid.
De Progressieve Partij van Niger (PPN), van oorsprong een regionale afdeling van de Afrikaanse Democratische Groepering, onder leiding van Hamani Diori, vertegenwoordigden het ja-kamp. Er was ook een nee-kamp, dat geleid werd door Djibo Bakary, voorzitter van het Nigerese parlement. Hij leidde de partij Socialistische Beweging Afrika (SAWABA). In 1958 werden er ook verkiezingen gehouden en daarbij verkreeg PPN 54 van de 60 beschikbare zetels. SAWABA won slechts 4 zetels.
Op 18 december 1958 riep Niger zichzelf uit tot Republiek binnen de Communauté. Deze dag wordt ook gezien als de Nigerese Onafhankelijkheidsdag en is een feestdag in Niger. In datzelfde jaar nog werd Diori president van Niger. Hij bouwde een coalitie bestaande uit Hausa-, Fulbe - en Djermaleiders. Bij het referendum in 1959 stemde een groot deel van de bevolking in met de vraag of Niger onderdeel moest zijn van de Communauté.
Diori had goede relaties met de Fransen. In 1960 verbood de Nigerese overheid alle politieke partijen in Niger, met uitzondering van de PPN. Daarmee werd Niger een eenpartijstaat. Veel leiders van SAWABA moesten vluchten naar het buitenland. In 1959 werd de Franse grondwet gewijzigd, zodat de lidstaten onafhankelijk konden worden, zonder de Communauté te moeten verlaten. In de loop van 1960 werden dan ook alle lidstaten onafhankelijk. Voor Niger was dat op 3 augustus 1960, en die dag werd de nationale feestdag.
Diori was de president gedurende de jaren zestig. Hij werd in 1965 en 1970 – zonder enige tegenstand – herkozen. Diori kreeg in het buitenland veel rol, omdat hij vaak optrad als woordvoerder namens de Afrikaanse landen, en vaak probeerde te bemiddelen bij conflicten in andere Afrikaanse landen.
In zijn eigen regering was sprake van veel corruptie. Ook slaagde hij er niet in de noodzakelijke hervormingen door te voeren, waardoor het land aan het begin van de jaren zeventig niet bestand was tegen de grote hongersnood die de regio trof als het gevolg van droogte. Bovendien waren in zijn regering nooit leden met een Hausa of Fulbeachtergrond vertegenwoordigd, terwijl deze toch 40 procent van de bevolking vormden.
De kritiek op Diori nam daarom toe in eigen land. In 1963 wist hij een coup te voorkomen en in 1965 ontkwam hij maar net aan een aanslag. Met behulp van Franse adviseurs en troepen slaagde hij erin aan de macht te blijven. Zijn relatie met Frankrijk raakte echter beschadigd tijdens een bezoek van Georges Pompidou toen Dioris’ regering haar ongenoegen liet blijken over de lage investeringen van Frankrijk met betrekking tot de uraniumproductie.
De problemen van Niger leidden tot grote civiele onrust. Diori benoemde alleen nog maar familie en bevriende Djerma in zijn regering. Hij benoemde zichzelf tot minister van Buitenlandse Zaken en Defensie.
Luitenant-kolonel Seyni Kountché leidde op 15 april 1974 een militaire coupe waarmee er een einde kwam aan de regering van Diori. Hij werd tot 1980 gevangengezet en had daarna tot 1987 huisarrest. Later werd hem toegestaan naar Marokko te emigreren. De putchisten namen de regering over en stelden de grondwet buiten werking. 

## Bewind Kountché-Saibou (1974-1990)
Kountché regeerde vervolgens het land van 1974 tot 1987 samen met een Hoge Militaire Raad. Zijn regering werd gekenmerkt door favoritisme en cliëntelisme ten voordele van de bewoners van het westen van Niger. Er was wel sprake van een toenemende welvaart, maar dit ging gepaard met een beperking van veel grondrechten. Ook werden veel mensen op arbitraire gronden gevangengezet. Er werden verschillende couppogingen gepleegd, maar deze mislukten allemaal. Kountché stierf in 1987 aan een hersentumor.
Ali Saibou, een neef van Kountché, volgde hem op. Hij liberaliseerde sommige wetgeving met betrekking tot grondrechten. Ook liet hij veel politieke gevangenen vrij, waaronder Diori. Daarnaast schreef hij een nieuwe grondwet. Ondanks zijn hervormingen kwam hij nog steeds in conflict met de vakbonden en studenten die eisten dat Niger weer een meerpartijenstelsel zou krijgen. De regering van Saibou stemde daar aan het einde van 1990 mee in. Nieuwe politieke partijen ontstonden en deze hielden in juli 1991 een Nationale Vergadering waarin gesproken werd over het proces om tot een nieuwe grondwet te komen en eerlijke, vrije verkiezingen. Onder leiding van prof. André Salifou kwam er overeenstemming over de vorming van een tijdelijke regering.

## Democratie en coup (1990-2000)
Er werd in november 1991 een tijdelijke overgangsregering gevormd, die het land zou leiden tot alle benodigde maatregelen voor vrije verkiezingen zouden zijn genomen. In een referendum werd in 1992 de nieuwe grondwet aangenomen en er werden verkiezingen gehouden voor verschillende provinciale en lokale organen. Ook ontstonden er veel nieuwe kranten, omdat het verbod op persvrijheid was opgeheven.
De presidentsverkiezingen van 1991 werden gewonnen door Mahamane Ousmane namens de Democratische en Socialistische Vergadering (CDS), maar met steun van andere partijen. In 1993 werden verkiezingen gehouden, en op 27 maart 1993 werd Mahamane Ousmane ingehuldigd als eerste president van de Derde Republiek. Zijn coalitie viel in 1994 echter uit elkaar, waardoor hij geen meerderheid meer had in het parlement. Ousmane schreef nieuwe verkiezingen uit, maar daarin behaalde zijn partij geen meerderheid. De Nationale Beweging voor de Ontwikkeling van de Maatschappij (MNSD) won de verkiezingen en daarom moest Ousmane Hama Amadou, leider van het MNSD, benoemen tot premier. De regering van Ousmane sloot in april 1995 een vredesakkoord met rebellengroepen bestaande uit Toeareg en Toubou. Deze waren in 1990 in opstand gekomen, omdat zij vonden dat onvoldoende werden gehoord en bediend door de centrale regering. Verschillende van de rebellen werden opgenomen in het leger, terwijl anderen – met Franse hulp – terugkeerden naar hun burgerlijk leven.
De nieuwe regering was echter niet veel tijd gegund. Op 27 januari 1996 pleegde kolonel Ibrahim Baré Maïnassara een coup en greep de macht. Hij stelde een nieuwe grondwet op en schreef nieuwe presidentsverkiezingen uit voor mei 1996, waaraan hij zelf deelnam. Voor de verkiezingen zette hij echter de Kiescommissie af en stelde een nieuwe aan. Die riepen hem uit tot winnaar met meer dan 50 procent van de stemmen.
Maïnassara probeerde zijn coup naar het buitenland toe te rechtvaardigen, maar had het vertrouwen verloren van donorlanden en de handel en economische steun aan Niger droogde op. Bovendien negeerde Maïnassara de internationale boycot tegen Libië en dreef handel met het land. In eigen land schond hij veel grondrechten en zette oppositieleiders en journalisten.
In april 1999 verloor Maïnassara het leven bij een aanslag tijdens een coup door Daouda Malam Wanké. Deze vestigde een overgangsregering om een nieuwe grondwet op te stellen. De nieuwe grondwet werd in juli 1999 aangenomen. De nieuwe parlements- en presidentsverkiezingen verliepen eerlijk. De uitkomst was dat Mamadou Tandja de nieuwe president was en dat een coalitie van MNSD en CDS een meerderheid had in het parlement.

## Periode Tandja (2000-2009)

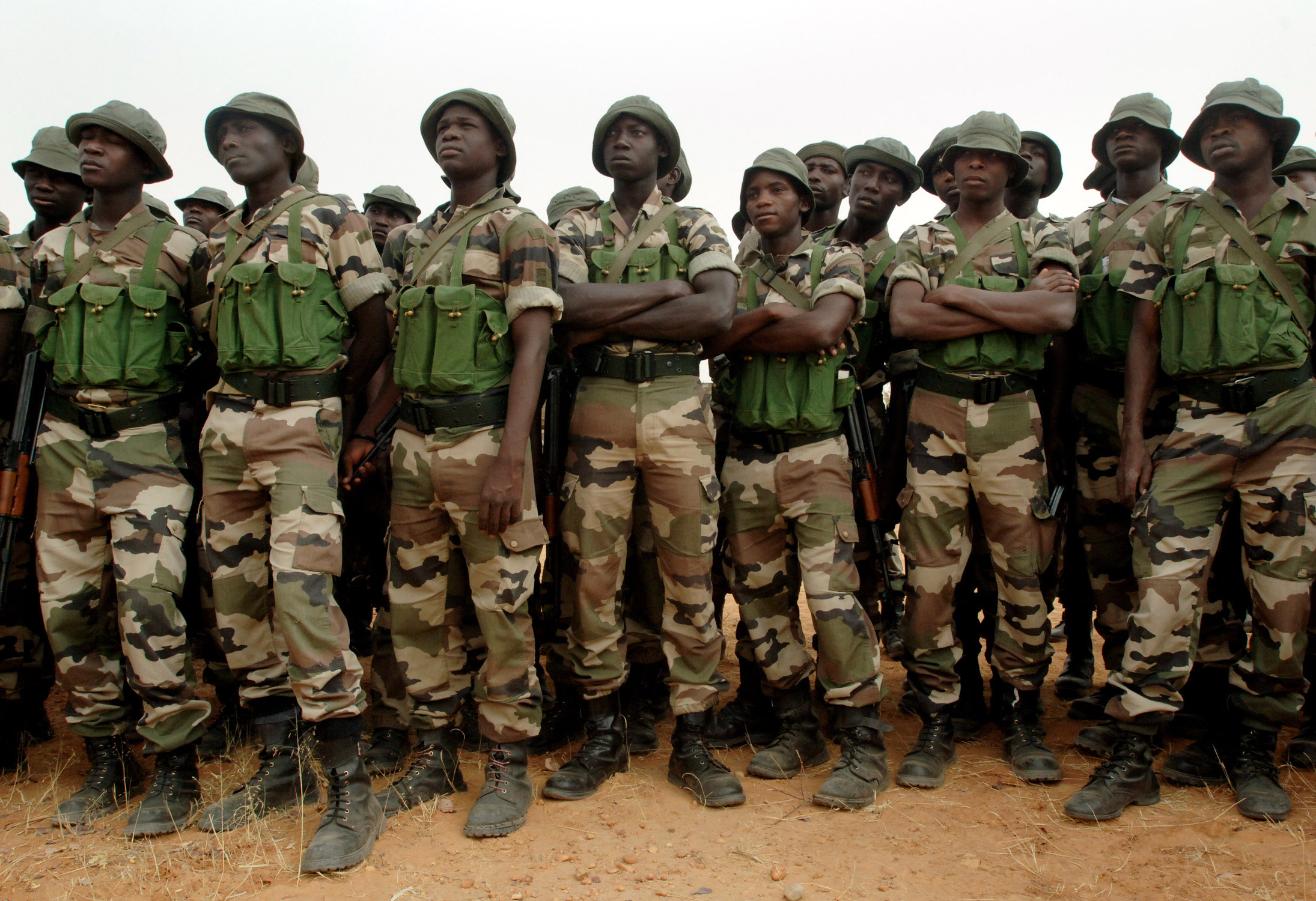
Nigerese soldaten van het 322e Parachute Regiment, in Maradi, april 2007

Gedurende de eerste helft van het nieuwe decennium verliep alles rustig. In 2004 werd Tandja herkozen als president. Zijn partij MNSD had een meerderheid in het parlement en in veel lokale en provinciale parlementen. Premier was van 2000 tot 2007 Hama Amadou, die in juni 2008 in Niamey werd gearresteerd op beschuldiging van verduistering van zo'n 230.000 dollar.
In 2007 brak er echter een opstand uit. De rebellen hadden zich verenigd in de Mouvement des Nigeriens pour la Justice. Zij bestonden voor een groot deel uit Toeareg en wilden dat er meer geld zou worden uitgegeven voor ontwikkeling in het noorden. De rebellen vielen militairen aan en legden vooral in het noorden landmijnen. De opstand had rampzalige gevolgen voor de opkomende toeristenindustrie en jaagde bedrijven weg die wilden investeren in mijnbouw en oliewinning. De regering van Niger heeft geweigerd met de rebellen te onderhandelen totdat zij de wapens neerlegden.
Niger kwam in juni 2009 opnieuw in een crisis terecht. De tweede termijn van Tandja als president zou aan het einde van dat jaar aflopen en hij kon zich volgens de grondwet niet opnieuw verkiesbaar stellen. In een referendum wilde hij vragen langer te mogen aanblijven maar het parlement verzette zich, en een constitutioneel hof verbood een nieuwe termijn. Daarop riep Tandja in juni 2009 de noodtoestand af en kondigde aan voortaan per decreet te gaan regeren. Veel internationale donoren schortten vervolgens de betaling van hulpgelden op. Begin augustus 2009 stemde de bevolking met 92% voor aanpassing van de grondwet ten gunste van Tandja. 

## Nieuwe coup en periode Issoufou (2010-2021)
Op 18 februari 2010 werd er opnieuw een coup gepleegd door het leger en Tandja werd gevangen genomen. De groep coupplegers noemde zichzelf de Opperste Raad voor Herstel van Democratie. Ze stelden officier Salouf Djibou aan als voorlopig president en de burger Mahamadou Dandah tot premierleider van een nieuwe militaire regering. De regering schreef nieuwe verkiezingen uit in maart 2011. Deze verkiezingen werden gewonnen door Mahamadou Issoufou die aantrad als nieuwe president. Vijf jaar later werd Issoufou herkozen. Onder Issoufou maakte Niger een relatief stabiele periode door. Rond 2019 sloeg een geweldspiraal van groepen die waren aangesloten bij Islamitische Staat of Al Qaida vanuit buurland Mali over naar Niger en Burkina Faso.
In 2013 kregen Franse en Amerikaanse militairen toestemming om vanuit Niger operaties uit te voeren tegen jihadistische groeperingen in buurland Mali ten tijde van de burgeroorlog aldaar. Frankrijk heeft tussen de 1000 en 1500 troepen in Niger, voornamelijk op een basis bij de hoofdstad. Amerika heeft ongeveer 1000 troepen verdeeld over een basis nabij de hoofdstad en een drone basis nabij Agadez. Sinds 2017 was ook België met ongeveer 100 man betrokken bij het trainen van Nigereze soldaten onder de naam operatie New Hero.  Naast België hebben ook Canada en Italië en had Duitsland een trainingsmissie in Niger. De EU is met twee eigen programma's aanwezig in Niger, EUCAP Sahel Niger (training politie) en EUMPM NIGER (training militairen).
Issoufou moest in april 2021 terugtreden omdat volgens de wet een president slechts twee termijnen mag vervullen. In 2020/2021 leiden de nieuwe verkiezingen tot nieuwe onlusten in het land. Op 27 december 2020 gingen de Nigerezen naar de stembus nadat Issoufou had aangekondigd dat hij zou aftreden, wat de weg vrijmaakte voor Nigers eerste vreedzame machtsovername in de geschiedenis van het land. Geen enkele kandidaat behaalde echter een absolute meerderheid bij de stemming: Mohamed Bazoum kwam het dichtst in de buurt met 39,33%. Overeenkomstig de grondwet werd op 20 februari 2021 een tweede ronde van de verkiezingen gehouden, waarbij Bazoum 55,75% van de stemmen haalde en oppositiekandidaat (en voormalig president) Mahamane Ousmane 44,25%, volgens de kiescommissie.
Op 31 maart 2021, een paar dagen voor de benoeming van zijn opvolger Mohamed Bazoum, verijdelden de veiligheidstroepen van Niger een poging tot staatsgreep door een militaire eenheid in de hoofdstad Niamey. Zwaar geweervuur werd in de vroege uren gehoord in de buurt van het presidentieel paleis van het land. De presidentiële garde heeft tijdens het incident verschillende mensen gearresteerd.

## Staatsgreep (2023)
Op 26 juli 2023 pleegde een militaire groepering onder leiding van generaal Abdourahamane Tchiani een staatsgreep en werd president Bazoum gevangen genomen. Op 28 juli verklaarde Tchiani zichzelf als voorzitter van de Nationale Raad voor de Bescherming van het Vaderland, defacto de nieuwe president van het land. De staatsgreep in Niger volgde op eerdere succesvolle militaire staatsgrepen in buurlanden Mali en Burkina Faso. Het reguliere leger besloot de coup te steunen, naar eigen zeggen om ‘een dodelijke confrontatie’ te voorkomen. Direct na de staatsgreep volgden er wel kleine tegen-protesten maar al gauw gingen ook voorstanders van de coup de straat op en laaide het anti-Franse sentiment op. Buitenlandse mogendheden besloten daarop hun burgers te evacueren. Alle militaire akkoorden met Frankrijk werden door de couppleger nietig verklaard. De coup werd veroordeeld door de VS, de EU, de VN-veiligheidsraad, de Afrikaanse Unie en door ECOWAS. Militaire en humanitaire hulpverlening werden (deels) stopgezet en Nigeria stopte met de levering van stroom waar Niger voor 70% van afhankelijk is. ECOWAS dreigde met militair ingrijpen als de coupplegers niet voor 6 augustus opstapten, maar de deadline verstreek, vooralsnog zonder consequenties. De militaire junta's van Mali, Burkina Faso en Guinee steunen de coupplegers en ook Algerije en Tsjaad waren tegen het voornemen van ECOWAS. Bemiddeling door Tsjaad, een delegatie van ECOWAS en een poging door de VS bij monde van Victoria Nuland liepen op niets uit.
Geschiedenis van:
Algerije · Angola · Benin · Botswana · Burkina Faso · Burundi · Centraal-Afrikaanse Republiek · Comoren · Congo-Brazzaville · Congo-Kinshasa · Djibouti · Egypte · Equatoriaal-Guinea · Eritrea · Ethiopië · Gabon · Gambia · Ghana · Guinee-Bissau · Guinee-Conakry · Ivoorkust · Kaapverdië · Kameroen · Kenia · Lesotho · Liberia · Libië · Madagaskar · Malawi · Mali · Marokko · Mauritanië · Mauritius · Mozambique · Namibië · Niger · Nigeria · Oeganda · Rwanda · Sao Tomé en Principe · Senegal · Seychellen · Sierra Leone · Soedan · Somalië · Somaliland · Swaziland · Tanzania · Togo · Tsjaad · Tunesië · Westelijke Sahara · Zambia · Zimbabwe · Zuid-Afrika · Zuid-Soedan
Noord-Afrika · West-Afrika